# Florida Sharks
I Florida Sharks sono stati una franchigia di pallacanestro della USBL, con sede a Bradenton, in Florida, attivi tra il 1995 e il 1997.
Vinsero due titoli USBL nelle prime due stagioni: nel 1995 sconfissero in finale gli Atlanta Trojans per 109-104; nel 1996 bissarono il successo contro gli Atlantic City Seagulls (118-115). Si sciolsero alla fine del campionato 1997.

## Palmarès
- United States Basketball League: 2

1995, 1996

## Stagioni
| Stagione | Lega | Denominazione  | V  | P  | %    | Piazzamento | Play-off |
| -------- | ---- | -------------- | -- | -- | ---- | ----------- | -------- |
| 1995     | USBL | Florida Sharks | 25 | 2  | 92,6 | 1º          | Campioni |
| 1996     | USBL | Florida Sharks | 28 | 1  | 96,6 | 1º          | Campioni |
| 1997     | USBL | Florida Sharks | 9  | 17 | 34,6 | 4º          | -        |